# Milcherzeugnisverordnung
Die Milcherzeugnisverordnung (MilchErzV) ist eine deutsche Rechtsvorschrift zum Lebensmittel Milch.

## Regelungsgehalt
In § 1 Abs. 1 werden zunächst Milcherzeugnisse definiert, soweit sie zur Verwendung als Lebensmittel bestimmt sind. Dem folgen in § 2 die Anforderungen an die Herstellung und Verpackung, sowie in § 3 f. die allgemeinen und besonderen Kennzeichnungspflichten. Endlich werden Regelungen zu Zusatzstoffen und ausländischen Erzeugnissen sowie Strafregelungen getroffen.

## Gesetzesbezug und Verordnungsermächtigung
Die MilchErzV wurde mit Zustimmung des Bundesrates am 15. Juli 1970 erlassen. Grundlage dafür war damals das inzwischen aufgehobene Milchgesetz von 1930 sowie Art. 129 Abs. 1 Grundgesetz und das Lebensmittel- und Futtermittelgesetzbuch (LFGB). Die Ermächtigung ergibt sich zusätzlich aus § 3 des Milch- und Margarinegesetzes vom 25. Juli 1990.